# Code Red
Pour les articles homonymes, voir Code Red (homonymie).
Code Red est un ver informatique créé en 2001.
Il exploite une faille de sécurité présente dans les versions 4.0 et 5.0 du serveur Web IIS (Internet Information Services) de Microsoft. Son but originel est de prendre le contrôle de ces serveurs pour lancer à partir d'eux une attaque par déni de service (DoS), visant à saturer les ressources d'un site Web précis, en l'espèce le serveur de la Maison-Blanche. Le ver a connu une seconde version appelée Code Red II.

## Présentation
Code Red Worm avait la capacité d’exploiter une vulnérabilité de type buffer overflow dans le logiciel d’indexation livré avec Microsoft Internet Information Server (IIS). Une vingtaine de jours après son installation, ce ver chargeait une attaque DoS (par déni de service) sur une liste prédéfinie d’adresses IP, dont celles du serveur de la Maison-Blanche. Une deuxième variante baptisée Code Red II a été détectée quelques mois après. Les analystes pensent que Code Red est originaire des Philippines (tout comme I LOVE YOU).

## Dommages estimés
Environ 2 milliards de dollars, et 359 000 ordinateurs infectés durant seulement la première semaine.